# Збоївська
Збо́ївська — село в Україні, у Шептицькому районі Львівської області. Населення становить 107 осіб.

## Відомі люди
- Лобай Євген — поручник УПА, командир сотні «Кочовики» в ТВ-12 «Климів», Лицар Бронзового Хреста Бойової Заслуги. Загинув у селі.